# Còctels de vi
Els còctels de vi són aquells còctels que contenen el vi com a ingredient principal, per exemple:
- Calimotxo, vi negre amb refresc carbonatat de cola.
- Kir, vi blanc amb xarop de fruita, té la variant kir reial quan es fa amb vi escumós.
- Punch, vi macerat llargament amb fruites.
- Sangria, vi amb suc de taronja i pell de llimona o taronja.
- Tinto de verano, vi negre amb aigua de sifó.
- Sengri, vi escalfat amb aigua, canyella, pell de llimona i sucre.
- Vi calent, vi negre escalfat amb canyella i altres espècies.
- Piment, vi blanc especiat, de la cuina medieval catalana i occitana.